# Брадфорд (округ Исанти, Миннесота)
Бра́дфорд (англ. Bradford) — тауншип в округе Исанти, Миннесота, США. В 2010 году его население составляло 3380 человек.
Тауншип был назван епископальным пастором Чарльзом Бутом в честь его родного города Брадфорд, Англия.

## География
По данным Бюро переписи населения США площадь тауншипа составляет 93,1 км², из которых 89,3 км² занимает суша, а 3,8 км² — вода (4,12 %).

## Население
По данным переписи 2010 года население Брадфорда составляло 3380 человек (из них 52,1 % мужчин и 47,9 % женщин), было 1217 домашних хозяйства и 955 семей. Расовый состав: белые — 96,7 %, афроамериканцы — 0,7 %, коренные американцы — 0,1 %, азиаты — 0,9 и представители двух и более рас — 1,2 %.
Из 1217 домашних хозяйств 64,7 % представляли собой совместно проживающие супружеские пары (23,7 % с детьми младше 18 лет), в 6,2 % домохозяйств женщины проживали без мужей, в 7,6 % домохозяйств мужчины проживали без жён, 21,5 % не имели семьи. В среднем домашнее хозяйство вели 2,77 человека, а средний размер семьи — 3,05 человека. В одиночестве проживали 21,5 % населения, 4,4 % составляли одинокие пожилые люди (старше 65 лет).
Население тауншипа по возрастному диапазону распределилось следующим образом: 24,8 % — жители младше 18 лет, 66,0 % — от 18 до 65 лет и 9,2 % — в возрасте 65 лет и старше. Средний возраст населения — 40,5 года. На каждые 100 женщин приходилось 108,6 мужчины, при этом на 100 совершеннолетних женщин приходилось уже 110,7 мужчин сопоставимого возраста.
В 2014 году из 2634 трудоспособных жителей старше 16 лет имели работу 1759 человек. При этом мужчины имели медианный доход в 51 094 доллара США в год против 43 478 долларов среднегодового дохода у женщин. В 2014 году медианный доход на семью оценивался в 81 786 $, на домашнее хозяйство — в 75 104 $. Доход на душу населения — 26 260 $. 2,1 % от всего числа семей и 3,1 % от всей численности населения тауншипа находилось на момент переписи за чертой бедности.